# Моно (озеро)
Мо́но (англ. Mono Lake) — солёное озеро в Калифорнии, США.

## География и геология

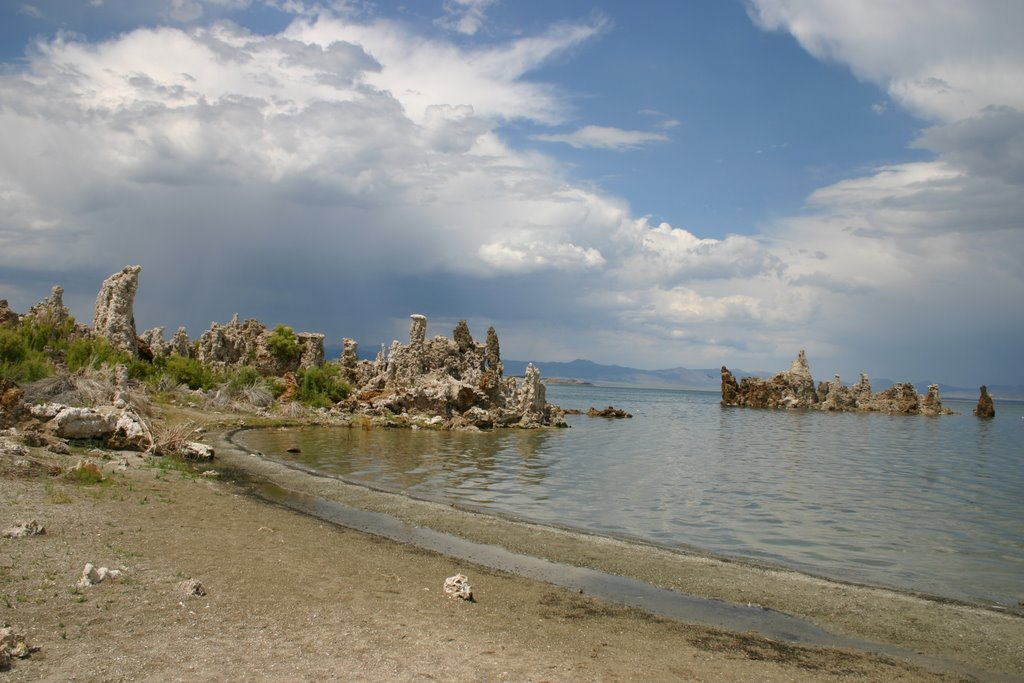
Известково-туфовые башни озера Моно

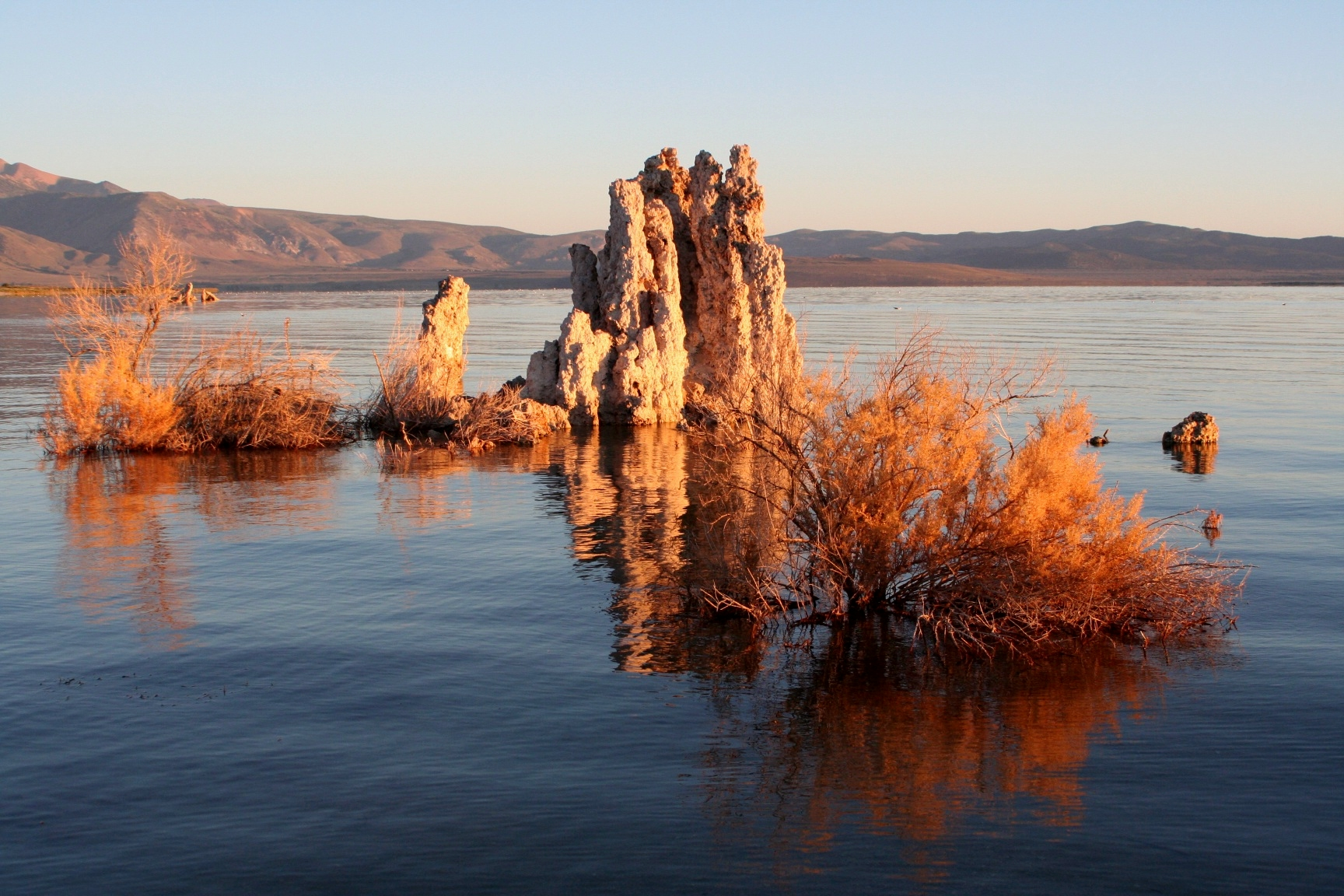
Они же

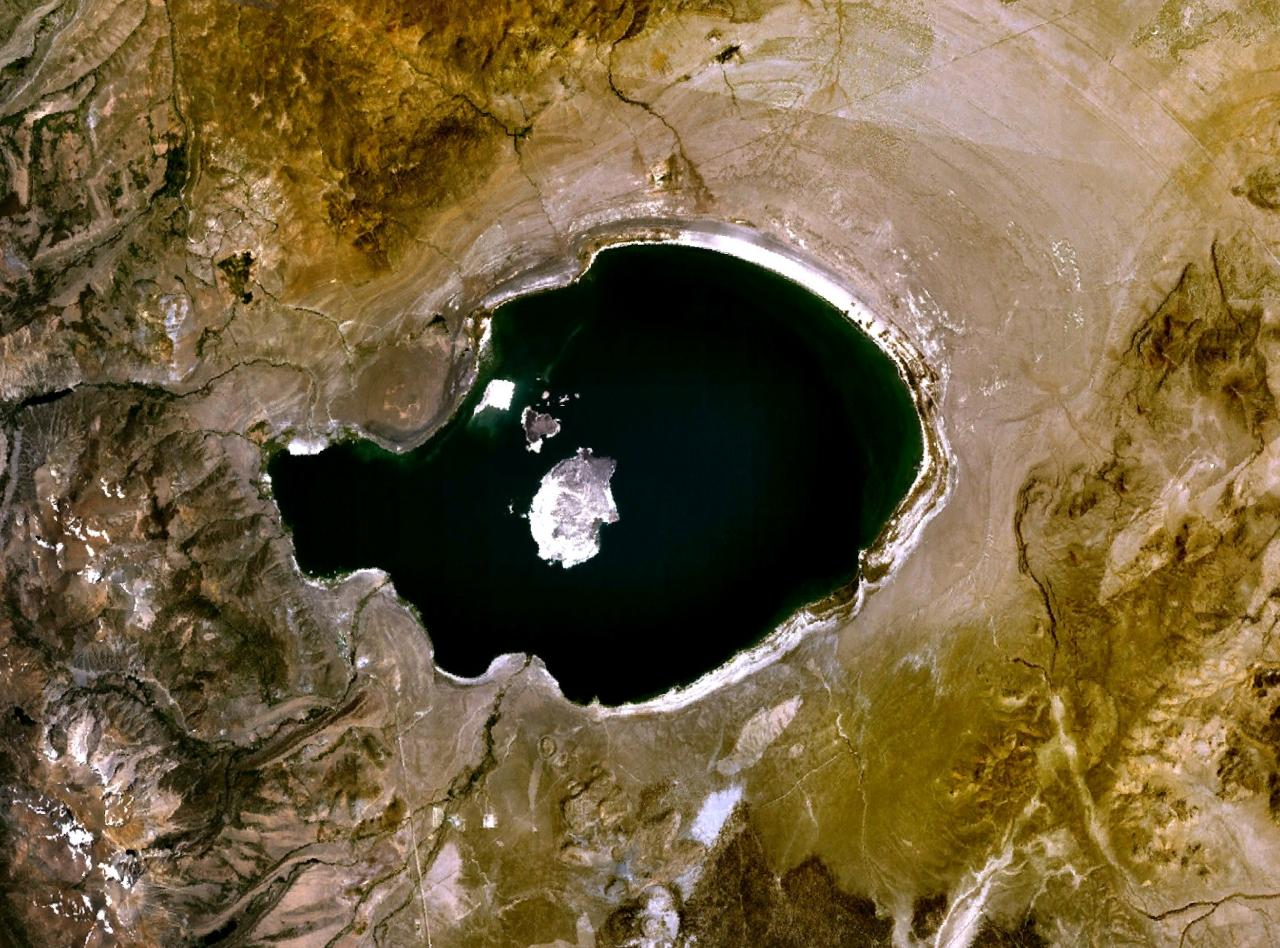
Спутниковый снимок озера

Озеро Моно расположено на востоке Центральной Калифорнии, восточнее Йосемитского национального парка, между горами Сьерра-Невада и калифорнийскими Уайт-Маунтинз. На южном берегу озера находится небольшое поселение Ли-Вининг.
Озеро лежит на высоте 1945 метров над уровнем моря. Его площадь составляет 150 км², объём воды — 2,97 км³. Средняя глубина равна 17 метрам. На озере имеется несколько островов. Самый крупный, Пахоа, возник из светлой вулканической магмы. Второй по величине остров, Негит — также вулканического происхождения, возник около 2000 лет назад. В связи с резким обмелением озера Моно в середине XX века, Негит из острова превратился в полуостров.
В прошлом озеро Моно занимало значительно бо́льшую площадь. Однако, в результате проводимой с конца 1920-х по середину 1990-х годов программы обеспечения Лос-Анджелесского мегаполиса водой путём отбора её из местных рек, уровень озера Моно резко снизился (к 1994 году — на 15 метров) — настолько, что обнажились находившиеся под водой известково-туфовые башни, одно из природных чудес озера. Лишь в 1994 году была принята программа по сохранению уникального озера, после чего уровень воды в нём стал постепенно подниматься. В настоящее время содержание соли в водах Моно составляет 69 г/л (для сравнения, в океане этот показатель составляет 31.5 г/л).
Палеомагнитный экскурс Моно сопровождался похолоданием и падением уровня мирового океана и соответствует временному промежутку от 33 300 до 31 500 лет назад (GISP2) или от 34 000 до 32 000 лет назад (откалибровано с помощью CalPal).

## Биология
В связи с высокой солёностью в озере Моно не живёт рыба. В то же время в его водах в большом количестве водятся рачки вида Artemia monica, являющиеся важнейшим элементом питания обитающих на озере птиц. На берегах Моно гнездятся до 2 миллионов птиц не менее чем 35 видов. Среди них следует назвать американскую шилоклювку и чибиса; кроме того, трёхцветный плавунчик, круглоносый плавунчик и другие птицы используют озеро для отдыха при ежегодных миграциях на зимовку в тропические регионы.
Вся природная цепочка питания животного мира озера Моно основана на одноклеточных водорослях, используемых в пищу рачками Artemia monica.
В 2009 году в озере найдены уникальные бактерии GFAJ-1. Эти микроорганизмы примечательны своей способностью выживать при очень высоких концентрациях мышьяка.